# Под същата кожа
„Под същата кожа“ (на испански: Bajo la misma piel) е мексиканска теленовела от 2003 г., създадена от Марта Карийо и Кристина Гарсия, режисирана от Хулиан Пастор и Луис Едуардо Рейес, и продуцирана от Карлос Морено Лагийо за Телевиса.
В главните роли са Кейт дел Кастийо и Хуан Солер, а в отрицателните – Сусана Сабалета, Алехандро Камачо и Лайша Уилкинс.

## Сюжет
Това е историята на четири жени, произлизащи от едно семейство, които са с различен мироглед.
Сара е омъжена за Бруно Мурийо, но връзката им е в криза. Тя има 3 деца – Паула, от първия ѝ брак, и близнаците Андрес и Миранда, от настоящия ѝ брак. Бруно, собственик на пивоварна, е деспот и невярващ човек, който третира съпругата си като предмет. Обаче, истинската любов на Сара е Хоакин Видаури, писател, живеещ в чужбина.
Рихина е независима жена, работеща в рекламна агенция, без късмет в любовта. Приятелят ѝ, Алехандро Руис, се влюбва в Миранда.
Естер, майката на Сара и Рехина, е болна от рак, но въпреки болестта си продължава да е оптимистична и борбена жена, която не е загубила волята си за живот.
Миранда е модерна и уверена жена, която излиза с Патрисио Лейва, амбициозен млад мъж, който решава да се възползва от връзката си с нея, за да може да се изкачи по стълбата към висшето общество. Предизвиква се любовен триъгълник, в който са замесени Миранда, Патрисио и Алехандро.
Четирите жени от семейството трябва да се изправят пред трудностите, поднесени от живота, за да постигнат щастието, за което мечтаят.

## Актьори
Част от актьорския състав:
- Кейт дел Кастийо – Миранда Мурийо Ортис
- Хуан Солер – Алехандро Руис Калдерон
- Диана Брачо – Сара Ортис Ескаланте де Мурийо
- Алехандро Томаси – Еухенио Риоха
- Алехандро Камачо – Бруно Мурийо Валдес
- Сусана Сабалета – Ивон Акоста
- Мануел Охеда – Родриго Лейва
- Асела Робинсън – Рехина Ортис Ескаланте
- Виктор Нориега – Габриел Орнелас
- Педро Армендарис мл. – Хоакин Видаури
- Марга Лопес – Естер Ескаланте де Ортис
- Лупита Лара – Ребека де Бараса
- Мариана Кар – Алина Калдерон де Руис
- Лайша Уилкинс – Паула Белтран Ортис
- Серхио Каталан – Патрисио Лейва
- Ернесто Д'Алесио – Андрес Мурийо Ортис
- Давид Остроски – Хайме Сандовал
- Адриана Роел – Бланка Риоха
- Аданели Нуниес – Паола

## Премиера
Премиерата на Под същата кожа е на 15 септември 2003 г. по Canal de las Estrellas. Последният 95. епизод е излъчен на 16 януари 2004 г.

## Награди и номинации
Награди TVyNovelas
| Година | Категория                            | Номинация     | Резултат   |
| ------ | ------------------------------------ | ------------- | ---------- |
| 2004   | Най-добра актриса в отрицателна роля | Лайша Уилкинс | Номинирана |